# شهرستان شریدن (کانزاس)
شهرستان شریدن، کانزاس (به انگلیسی: Sheridan County, Kansas) یک سکونتگاه مسکونی در ایالات متحده آمریکا است که در کانزاس واقع شده‌است.